# Román kulturális intézmények
A román kulturális intézmények fontos helyet töltenek be az ország kulturális életében. A legjelentősebb a Román Akadémia, melyet 1866-ban alapítottak. A még a második világháború előtt alapított intézmények mellett, a kommunista rendszer idejében még számos, az államnak alárendelt intézmény jött létre, melyek többsége 1989 után is megmaradt: akadémiai intézmények, könyvtárak, múzeumok, művelődési intézmények, művészeti intézmények. Román kulturális intézményeken kívül vannak nemzetiségiek is, melyek közül egyesek román intézményekkel egy igazgatás alatt működnek (lásd a Romániai nemzeti és etnikai kisebbségek kultúrája szócikket).

## A Román Akadémia

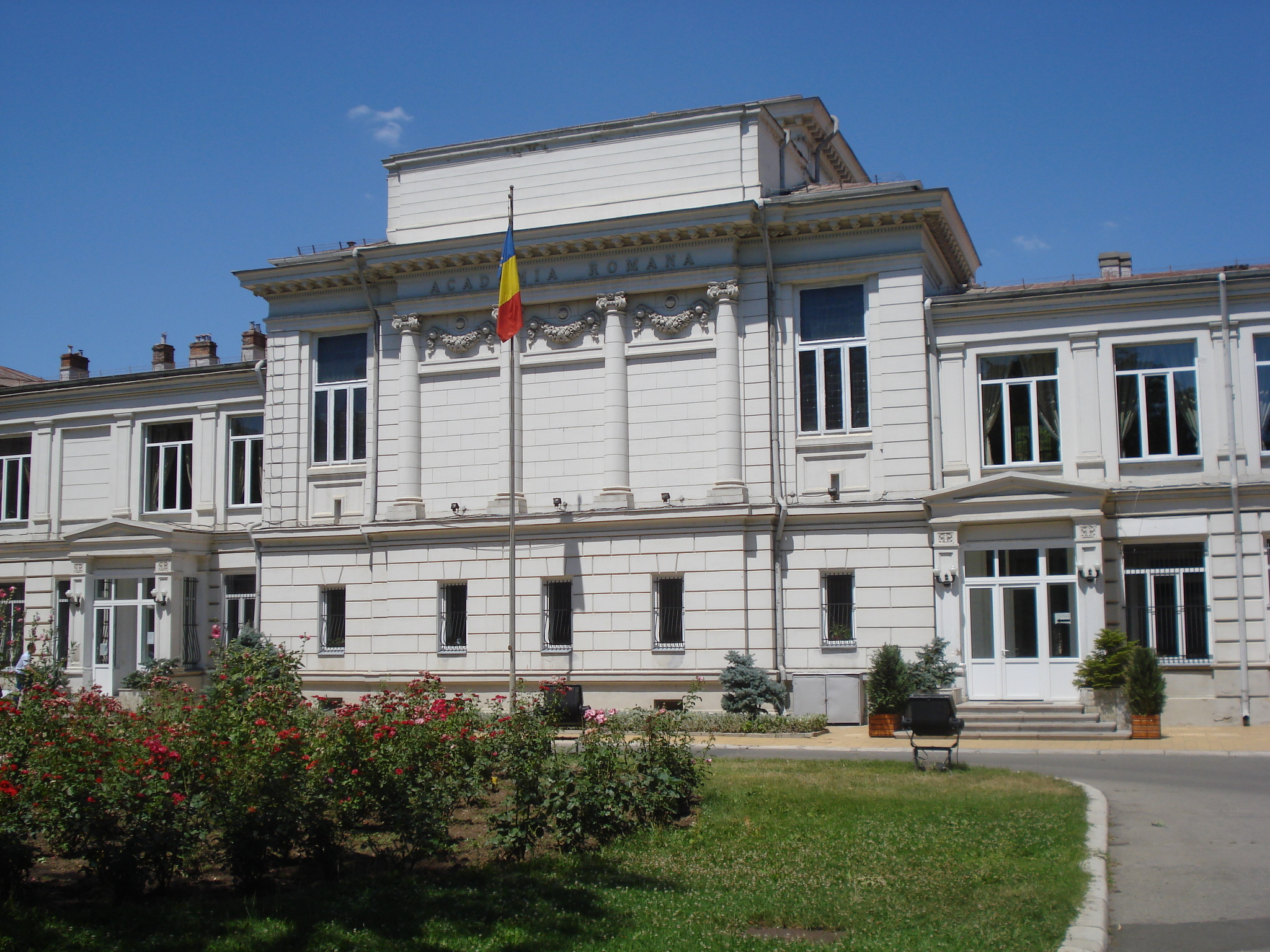
A Román Akadémia székhelye

Az ország legtekintélyesebb kulturális intézménye a Román Akadémia. 1866-ban alapították Societatea Literară Română (Román Irodalmi Társaság) néven, és a következő évben kezdte meg tevékenységét immár Societatea Academică Română (Román Akadémiai Társaság) elnevezéssel. 21 alapító tagja között nemcsak az akkori román államban élő személyiségek voltak, hanem ennek határain túl, mindegyik szomszédos országban élők is, beleértve arománokat, akik a Oszmán Birodalom alattvalói voltak. Akkoriban hivatása főleg a román nyelv sztenderd változatának kidolgozása szótár és nyelvtan alakjában, valamint a helyesírás szabályozása volt, de hamarosan nemcsak nyelvészeti és irodalmi, hanem tudományos jellege is lett. 1879-ben lett hivatalos nemzeti intézmény „Román Akadémia” névvel, melyet a kommunista rendszer idejében változtattak meg a Román Népköztársaság Akadémiája, majd a Román Szocialista Köztársaság Akadémiája névre. Abban az időszakban szabadságától megfosztották, és a rendszert szolgálta, mégis sikerült valamennyire kapcsolatokat fenntartania külföldi akadémiákkal, és néhány jelentős nemzetközi részvételű kongresszust szerveznie: faluszociológiai kongresszusokat, történész-, kibernetikai, matematikai kongresszust. 1990-ben lett újra „Román Akadémia”.
Az Akadémiának 84 rendes, 85 levelező, 40 romániai tiszteletbeli és 98 külföldi tiszteletbeli tagja van. Tevékenysége nyelvészeti, irodalmi, egzakt tudományokhoz tartozó és művészeti osztályok keretében folyik. Nemcsak Bukarestben működik, hanem vannak fiókjai Jászvásáron, Kolozsváron és Temesváron, valamint kutatóközpontja Marosvásárhelyen.
Története során az Akadémia kiadott több nyelvi szótárt. E téren kezdeti ígéretét 2010-ben teljesítette 19 kötetes, a román nyelv tezaurusz jellegű szótárának a kiadásával. Egyéb területeken az iskolai tankönyvekben követett grammatikákat, irodalmi szótárakat, irodalomtörténeteket, nyelvjárási atlaszokat, a legjelentősebb román írók műveinek kritikai kiadásait, történelmi, a legkülönfélébb egzakt tudományok területeihez tartozó munkákat stb. jelentetett meg. Az Akadémiának több nemzeti kutatási programja van, mint például „Az anyagi kulturális örökség korszerűsítése, megőrzése és rendszerezése”, „A műszaki tudományok terminológiája”, „A környezet és a természeti források megóvása” stb.

### Intézményei
Az Akadémia legfontosabb alárendelt intézményei a könyvtára és a könyvkiadója. Ezeken kívül az akadémiához tartozik számos, a fővárosban és vidéki városokban működő, minden tudományos és művészeti területtel foglalkozó intézet, archívum, kutatási központ, laboratórium, alapítvány és telep.

### Könyvtára és kiadója
A könyvtár hozzávetőlegesen 11 millió dokumentumot őriz, a nemzeti és az egyetemes szellemi örökséghez tartozó kéziratoktól és nyomtatványoktól kezdve a legújabb mindenféle típusú kiadványokig, mivel ő gyűjti be a köteles példányokat. A kiadó az Akadémia intézetei keretében alkotott munkákat közli, intézetei 94 folyóiratát (köztük 43-at nem román nyelven) és egyéb, az egész Akadémia szintjét képviselő időszaki kiadványokat.

## Könyvtárak
Romániában kiterjedt könyvtárhálózat létezik, amely rendszerét és működését törvény szabályozza. A rendszert a következők alkotják: Románia Nemzeti Könyvtára (a Művelődésügyi Minisztérium fennhatósága alatt), a Román Akadémia könyvtára, az egyetemek könyvtárai, szakosodott könyvtárak (melyek lehetnek az Akadémia alintézményeihez, közintézményekhez, vállalatokhoz, katonai egységekhez stb. tartozók), az iskolák könyvtárai és közkönyvtárak. Az utóbbiak közé tartozik a Bukaresti Fővárosi Könyvtár, a megyei, a városi és a községi könyvtárak, az önkormányzatok irányítása alatt és ezek finanszírozásával, a felsorolt típusú területi egységek mindegyikében. Kisebb községekben a helyi iskola könyvtára egyben közhasználatú is lehet.

## Múzeumok

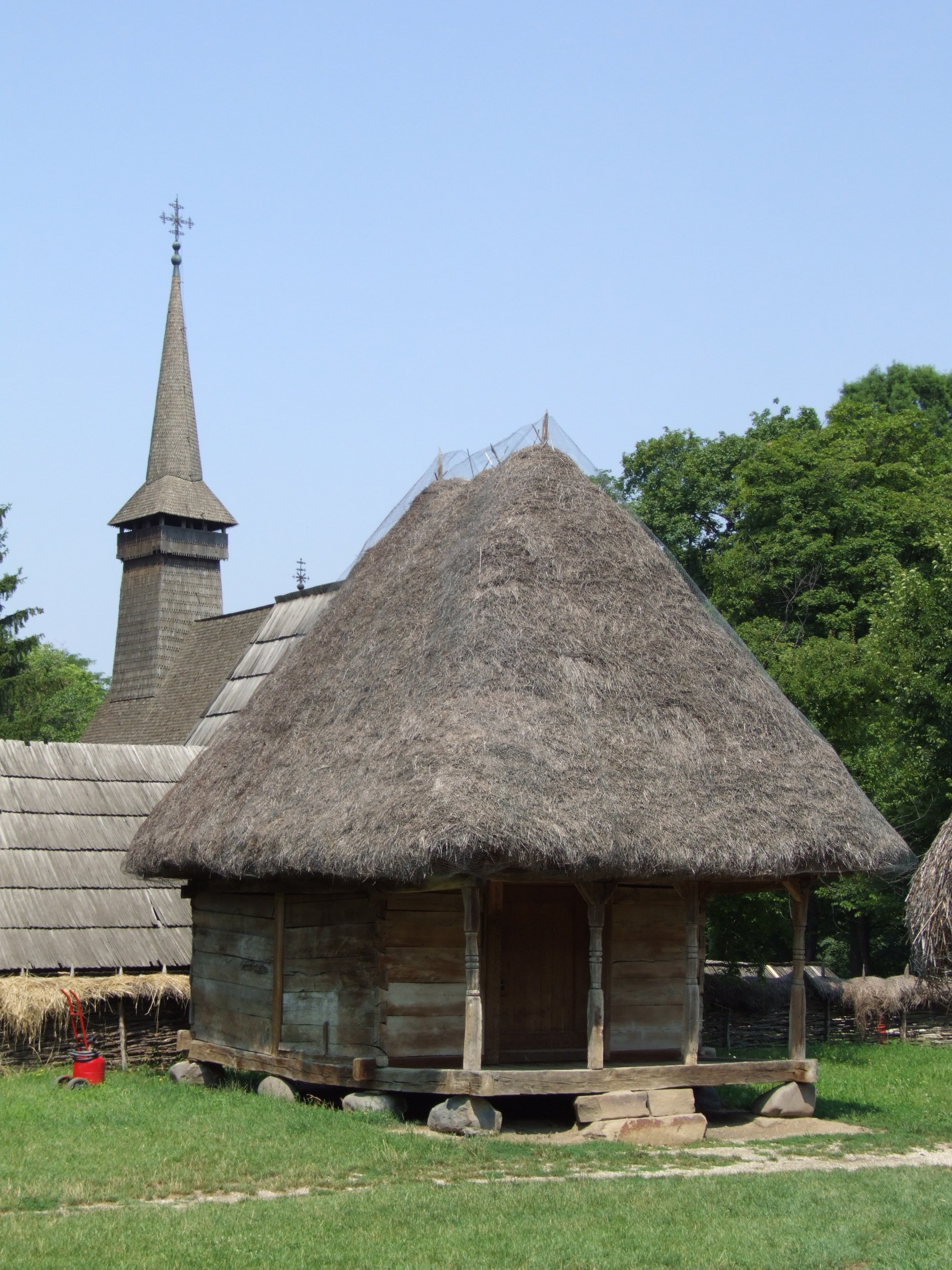
Látkép a Nemzeti Falumúzeumból

Romániában sok mindenféle típusú múzeum és közgyűjtemény található. Az Örökség Nemzeti Intézete 800-nál több ilyen intézményt tart nyilván. Ezek között van egyrészt történeti, régészeti, művészeti, népművészeti, irodalmi, néprajzi, katonai, tengerészeti, mezőgazdasági, ásványtani, a repülésnek szentelt, személyiségnek szentelt vagy a sportra szakosodott múzeum. Másrészt vannak nemzeti, megyei és helységi múzeumok. Nemzetiek nemcsak a fővárosban, hanem más városokban is vannak. Bukarestben van például Románia Nemzeti Művészeti Múzeuma, Románia Nemzeti Történeti Múzeuma, a Román Irodalom Nemzeti Múzeuma és a Dimitrie Gusti Nemzeti Falumúzeum. Vidéken többnyire nem egyetlen területre szakosodott múzeumok vannak. Ilyen például a sepsiszentgyörgyi Székely Nemzeti Múzeum, és a legtöbb megyei múzeum, megyeszékhelyeken. Kisebb városokban is vannak múzeumok, például Máramarosszigeten kettő is: a Máramarosi Múzeum és a Kommunizmus Áldozatai és az Ellenállás Emlékmúzeuma. Egyes egész kicsi településeken is található múzeum. Ilyen Csucsán az Octavian Goga Múzeum vagy a moldvai dragomirnai kolostor „Anastasie Crimca” Múzeuma.

## Művelődési intézmények
A második világháború után művelődési intézmények egész hálózata jött létre Romániában, egészen kicsi településeket is magába foglalva. 1989 után ezekből falun sok megsemmisült, de főleg a városokban megmaradtak, és a 2000-es években lepusztult ilyen intézmények felújítására is van példa.
A művelődési intézmények egyik kategóriája a megyei művelődésügyi igazgatóságokhoz tartozóké, amelyek casă de cultură (kultúrház), centru cultural (kulturális központ), centru județean al creației populare (a népi alkotás megyei központja) elnevezésekkel működnek.
Egy másik kategória az Ifjúság és Sportok Minisztériumának fennhatósága alatt létező egyetemisták művelődési házai minden egyetemi városban.
Megint más kategória a szakszervezetek művelődési házai, melyek a Romániai Szakszervezeti Művelődési Házak Országos Egyesületébe tömörülnek.
Községekben és falvakban cămin cultural (kultúrotthon) nevű intézmények tartoznak a helyi önkormányzatokhoz.
Külön említendők meg a gyerekeknek szánt és a megyei tanügyi felügyelőségek igazgatása alatt álló palatul copiilor (gyerekek palotája) néven működő intézmények.
Mindezen intézmények képzőművészeti, komolyzenei, népzenei, könnyűzenei, népművészeti, színházművészeti, fényképészeti, mindenféle tánc-, sport- és műszaki szakköröket tartanak fenn, amatőr művészegyütteseket működtetnek, mindenféle tanfolyamokat, előadásokat és kiállításokat szerveznek, fesztiválokon és versenyeken vesznek részt stb.

## Hivatásos művészeti intézmények

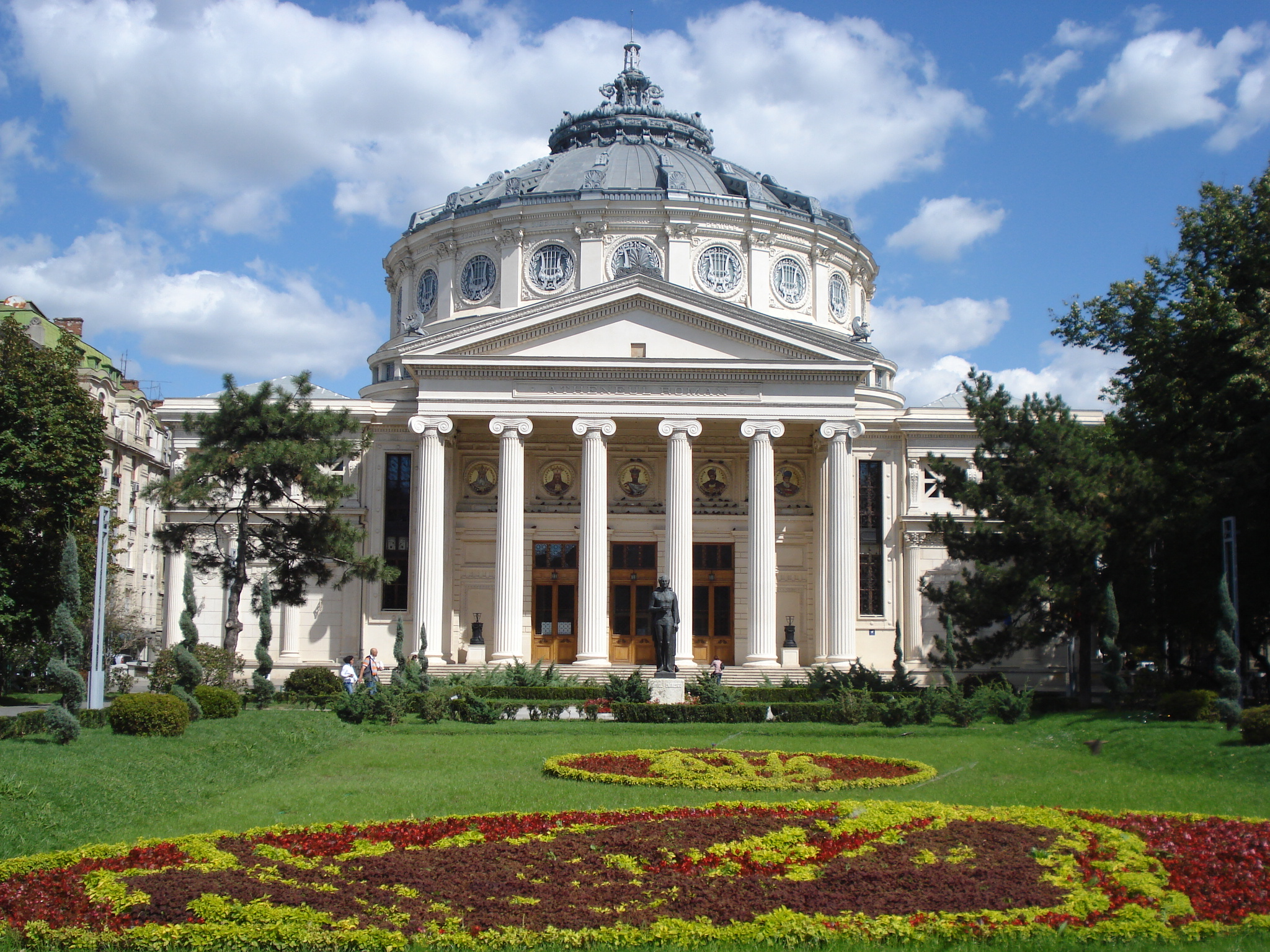
A Román Atheneum, a George Enescu Filharmónia otthona

Ezek közé elsősorban színházak tartoznak, melyekből viszonylag sok van Romániában. Az állam a Művelődésügyi Minisztérium közvetítésével jelentőségi sorrendben nemzeti és állami színházakat tart fenn, önkormányzatok pedig városi színházakat. Nemzeti drámai színház működik Bukarestben és még hat városban, megyeszékhelyeken, és egy kisebb városban is, Caracalban. Állami színházak vannak még Bukarestben és a többi megyeszékhelyen.
A zenei élet intézményei között találhatók zenei színházak: Bukarestben van az egyik Nemzeti Opera, a Nemzeti Operettszínház, a Gyermekek Komikus Operája és a Nemzeti Táncközpont. Nemzeti operák vannak még Jászvásáron, Temesváron, Konstancán (balettel együtt) és Kolozsváron. Alacsonyabb rangú zenei színházak is vannak: opera Brassóban és Craiovában, balett Nagyszebenben.
A szimfonikus zene kedvelői Bukarestben a Rádió Nemzeti Zenekara (felnőttkórussal és gyermekkórussal), a Rádió Kamarazenekara, a Bukaresti Szimfonikus Zenekar (magán zenekar) és a George Enescu Filharmónia zenekarának és kórusának hangversenyeire járhatnak. A nagyobb vidéki városokban is vannak állami filharmóniák zenekarral és kórussal: Aradon, Bákóban, Botoșani-ban, Brassóban, Craiovában, Jászvásáron, Kolozsváron, Marosvásárhelyen, Nagyszebenben, Nagyváradon, Râmnicu Vâlceában, Szatmárnémetiben, Temesváron.
A sok műkedvelő folklóregyüttesen kívül hivatásosak is vannak Bukarestben és vidéki városokban, melyek előadásait az illető vidékek népzenéje és néptáncai ihletik. Az Örökség Nemzeti Intézete 74 hivatásos vagy hivatalos intézményekben működő műkedvelő folklóregyüttest tart számon.